# Le Vainqueur (film, 1979)
Pour les articles homonymes, voir Le Vainqueur.
Pour plus de détails, voir Fiche technique et Distribution.
Le Vainqueur (Running) est un film canadien réalisé par Steven Hilliard Stern, sorti en 1979.

## Synopsis
Un père de famille divorcé dont la vie professionnelle vacille se fixe comme objectif ultime de disputer le marathon se déroulant durant les Jeux olympiques.

## Fiche technique
- Titre français : Le Vainqueur
- Titre original : Running
- Réalisation et scénario : Steven Hilliard Stern
- Musique : André Gagnon
- Photographie : Laszlo George
- Montage : Kurt Hirschler
- Production : Ronald I. Cohen & Bob Cooper
- Société de production : Canadian Film Development Corporation, Guardian Trust Company & Universal Pictures
- Société de distribution : Universal Pictures
- Pays :  Canada
- Langue : Anglais
- Format : Couleur - Mono - 35 mm - 1.85:1
- Genre : Drame
- Durée : 97 minutes
- Dates de sortie : 
  - Canada : 30 octobre 1979
  - États-Unis : 2 novembre 1979
  - France : 23 avril 1980
- Affiche : Michel Landi (France)

## Distribution
- Michael Douglas (VF : Bernard Murat) : Michael Andropolis
- Susan Anspach (VF : Michèle Bardollet) : Janet
- Chuck Shamata (VF : Patrick Préjean) : Howard
- Lawrence Dane (VF : Georges Atlas) : Coach Walker
- Jennifer McKinney (VF : Jackie Berger) : Susan Andropolis
- Lesleh Donaldson (VF : Catherine Lafond) : Andrea Andropolis
- Eugene Levy (VF : François Leccia) : Ritchie Rosenberg
- Gordon Clapp (VF : Patrick Poivey) : Kenny
- Judith Smiley (VF : Julia Dancourt) : la dame de l'accueil information
- David Laurence (VF : Edmond Bernard) : le commentateur TV du marathon
- Philip Akin (VF : Patrick Poivey) : Chuck Stone
- Donny Cooper (VF : Maïk Darah) : l'adolescent noir
- Giancarlo Esposito (VF : Thierry Bourdon) : l'adolescent porto-ricain
- Monica Parker (VF : Jeanine Forney) : la grosse dame du centre d'emploi
- David Eisner (VF : Thierry Bourdon) : l'homme du bureau de chômage
- Robin Duke (VF : Jeanine Forney) : la réceptionniste du bureau olympique

## Distinctions

### Nominations
- Genie Awards
  - Meilleur film pour Ronald I. Cohen, Bob Cooper & John M. Eckert
  - Meilleur acteur dans un second rôle pour Lawrence Dane
  - Meilleure actrice étrangère pour Susan Anspach
  - Meilleur acteur étranger pour Michael Douglas
  - Meilleur scénario pour Steven Hilliard Stern
  - Meilleure photographie pour Laszlo George
  - Meilleur son pour Owen Langevin, Joe Grimaldi & David Appleby